# ريتشارد بي. أندرسون
ريتشارد بي. أندرسون (بالإنجليزية: Richard B. Anderson)‏ هو عسكري أمريكي، ولد في 26 يونيو 1921 في تاكوما في الولايات المتحدة، وتوفي في 1 فبراير 1944 في Roi-Namur ‏ في جزر مارشال.